# Mönchsberg (Föritztal)
Mönchsberg ist ein Ortsteil von Föritztal im Landkreis Sonneberg in Thüringen.

## Lage
Mönchsberg liegt südlich von Jagdshof am Fuß des 607 Meter über NN liegenden Mönchsberges. Die Kreisstraße 30 verbindet das Dorf mit der Landesstraße 2661.

## Geschichte
Der Ort wurde 1317 erstmals urkundlich genannt. Am 1. Juli 1950 wurde Mönchsberg nach Jagdshof eingemeindet.

## Persönlichkeiten
- Louis Welsch (1914–1998), Politiker, Mitglied des Bayerischen Landtages